# Reading (Massachusetts)
Reading es un pueblo ubicado en el condado de Middlesex en el estado estadounidense de Massachusetts. En el Censo de 2010 tenía una población de 24.747 habitantes y una densidad poblacional de 958,17 personas por km².

## Geografía
Reading se encuentra ubicado en las coordenadas 42°32′7″N 71°6′20″O / 42.53528, -71.10556. Según la Oficina del Censo de los Estados Unidos, Reading tiene una superficie total de 25.83 km², de la cual 25.78 km² corresponden a tierra firme y (0.18%) 0.05 km² es agua.

## Demografía
Según el censo de 2010, había 24.747 personas residiendo en Reading. La densidad de población era de 958,17 hab./km². De los 24.747 habitantes, Reading estaba compuesto por el 93.51% blancos, el 0.76% eran afroamericanos, el 0.07% eran amerindios, el 4.17% eran asiáticos, el 0.02% eran isleños del Pacífico, el 0.37% eran de otras razas y el 1.1% pertenecían a dos o más razas. Del total de la población el 1.53% eran hispanos o latinos de cualquier raza.